# Zeca Afonso
Zeca Afonso, rodným jménem José Manuel Cerqueira Afonso dos Santos (2. srpna 1929, Aveiro – 23. února 1987, Setúbal) byl portugalský folkový zpěvák a skladatel, který ve své hudbě kombinoval tradiční portugalský styl fado s rockem a stal se symbolem odporu proti Salazarovu režimu. Natočil třicítku alb.
V dětství strávil několik let v Angole a Mosambiku (tehdy portugalských koloniích), kde byl jeho otec soudcem. Po návratu do Portugalska se usadil v Coimbře, kde studoval a posléze i učil na místní univerzitě, než mu to bylo z politických důvodů znemožněno. Roku 1956 vydal první nahrávku Fados De Coimbra. Od roku 1958 byla jeho hudba silně politická a levicová. K jeho nejznámějším písním patří Grandola, Vila Morena z roku 1972, která se stala symbolem Karafiátové revoluce roku 1974.
V roce 1982 mu byla diagnostikována amyotrofická laterální skleróza, na jejíž následky o pět let později zemřel.